# Någon att älska
Någon att älska är en svensk-amerikansk drama- och mjukporrfilm från 1971 med regi och manus av Joseph W. Sarno. I rollerna ses bland andra Marie Liljedahl, Tommy Blom och Lennart Lindberg.

## Om filmen
Inspelningen ägde rum i Movie Art of Europe AB:s studio i Nacka under 50 dagar mellan den 15 oktober och 15 december 1969. Producent var Vernon P. Becker, fotograf Max Wilén och klippare Ingemar Ejve. Sven-Olof Walldoff komponerade originalmusik till filmen och i övrigt användes musik av Björn Ulvaeus, Benny Andersson och Peter Himmelstrand. Filmen premiärvisades den 1 mars 1971 på biografen Cinema i Västerås och är 97 minuter lång.
Filmen var en uppföljaren till 1968 års Jag – en oskuld.

## Handling
Inga är nyinflyttad till Stockholm och får snabbt vänner bland grannarna i huset där hon bor. Hon förälskar sig i en av dem, popmusikern Rolf, och en vän till honom, Lothar, ordnar ett arbete hos författaren Stig. Inga och Stig inleder ett förhållande men Inga upptäcker snart att Stig under flera år bedrivit otukt med sin dotter Greta. Stig omkommer i en bilolycka och Greta anklagar då Inga för att ha orsakat faderns död. Greta tänker ta livet av Inga men börjar i stället att älska med henne.
Men kärleken varar icke då Inga lämnar Greta för Rolf som har fått arbete i Köpenhamn.

## Rollista
- Marie Liljedahl – Inga Dahlman
- Tommy Blom – Rolf Andersson
- Lennart Lindberg – Stig Tillström
- Inger Sundh – Greta Tillström
- Harriet Ayres	– Marianne
- Lennart Norbäck – Lothar
- Lissi Alandh – Anne, bordellmamma
- Lasse Svensson – Lennart
- Göran Lagerberg – Tom
- Maria Wersäll	– Mette
- Jeanette Swensson – Susanne
- Liliane Malmquist – Louise
- Jack Frank – gäst på Annes sexparty
- Kim Frank – gäst på Annes sexparty

### Fotnoter
1. 1 2 3 4  ”Någon att älska”. Svensk Filmdatabas. http://sfi.se/sv/svensk-filmdatabas/Item/?itemid=4879&type=MOVIE&iv=Basic&ref=/templates/SwedishFilmSearchResult.aspx?id%3d1225%26epslanguage%3dsv%26searchword%3dn%C3%A5gon+att+%C3%A4lska%26type%3dMovieTitle%26match%3dBegin%26page%3d1%26prom%3dFalse. Läst 28 april 2013.